# Ingolf Lück
Ingolf Lück (Bielefeld, 1958. április 26. –) német színész, humorista és műsorvezető.

## Életpályája
Lück az érettségit követően német nyelvet, filozófiát és pedagógiát tanult az egyetemen. Emellett több különböző színésztársulat tagja is volt.
Színházi szereplései során figyeltek fel rá, így 1985-től saját zenés videó-műsort kapott az ARD nevű közszolgálati csatornán Érezd a ritmust! címmel, amelyet azonban csak néhány hónapig vezetett. Ezt követően különböző televíziós produkciókban kapott szerepet, például a Ingolf Lücks Sketchsalat (1992), a Pack die Zahnbürste ein és a Pssst! címűben. Ez utóbbiban együtt volt látható Harald Schmidt-tel.
Az igazi  áttörést 1996-ban a Die Wochenshow című műsor hozta meg neki, amely vicces hírműsor formájában heti rendszerességgel futott a SAT 1 nevű kereskedelmi csatornán 1996–2002 között. Műsorbeli partnerei többek között Bastian Pastewka és Anke Engelke voltak. A műsorban Lück volt a vezető bemondó, aki a műsort vezette, de számos bejátszásban is szerepet vállalt.
A nagy sikerű produkciót követően több, mérsékelt nézettségi mutatókat hozó műsorokban volt látható a ProSieben nevű csatornán: Die 100…, FreiSpruch – Die Comedy-Jury és Das Büro (2003-2004). Jelenleg a Darf man das? című vicces bírósági műsort vezeti a kabel eins csatornán.

## Filmjei
- Érezd a ritmust! (1985)
- A nyomozó (Der Fahnder), tévésorozat (1986)
- Einsatz für Lohbeck (1994-1995)
- Széllovagok (1995)
- Tetthely (Tatort), tévésorozat (1997)
- Haláli balhé (1999)
- A kis jegesmedve (2001)
- Szédült száguldás (2003)
- Das Büro (2003-2004)
- Bewegte Männer (2004-2005)
- A kis jegesmedve 2. – A titokzatos sziget (2005)
- Álomhajó (2011)
- Az élet vize (2017)